# Lingu Lango
Lingu Lango is een bestuurslaag in het regentschap West-Soemba van de provincie Oost-Nusa Tenggara, Indonesië. Lingu Lango telt 1217 inwoners (volkstelling 2010).